# Stabannan-Braganstown SPA
Stabannan-Braganstown SPA este o arie protejată (arie de protecție specială avifaunistică — SPA) din Irlanda întinsă pe o suprafață de 251,89 ha, integral pe uscat.

## Localizare
Centrul sitului Stabannan-Braganstown SPA este situat la coordonatele 53°53′00″N 6°27′11″W / 53.883284°N 6.453033°V.

## Înființare
Situl Stabannan-Braganstown SPA a fost declarat arie de protecție specială avifaunistică în noiembrie 1996 pentru a proteja 6 specii de animale.

## Biodiversitate
Situată în ecoregiunea atlantică, aria protejată nu include niciun habitat protejat.
La baza desemnării sitului se află mai multe specii protejate de  păsări (6): Anser albifrons flavirostris, gâscă cenușie (Anser anser), Cygnus columbianus bewickii, lebădă de iarnă (Cygnus cygnus), ploier auriu (Pluvialis apricaria), nagâț (Vanellus vanellus).